# Friedrichroda
Friedrichroda est une ville allemande de Thuringe située dans l'arrondissement de Gotha, au nord-ouest de la forêt de Thuringe. Friedrichroda est une des cinq stations climatiques du land.

## Géographie

Situation de Friedrichroda dans l'arrondissement de Gotha

Friedrichroda est situé au sud-ouest de l'arrondissement, à la limite avec l'arrondissement de Schmalkalden-Meiningen et à 16,5 km au sud-ouest de Gotha, le chef-lieu de l'arrondissement. La ville se trouve dans une petite vallée de la forêt de Thuringe entre le Reinhardsberg au nord (483 m d'altitude), le Gottlob (572 m) et le Körnberg (633 m) au sud et le Tannenkopf (622 -m) à l'ouest. Le point culminant de la commune est le Kleiner Jagdberg à 736 m d'altitude.
Plusieurs étangs (Cumbacher Teiche, Reinhardsbrunn) sont situés sur la commune. Servant à l'élevage du poissons (carpes notamment) depuis le Moyen Âge, ce sont aussi des biotopes importants pour les oiseaux migrateurs.
Outre la ville de Friedrichroda, la commune compte trois villages : Cumbach, Ernstroda et Finsterbergen.
Communes limitrophes (en commençant par le nord et dans le sens des aiguilles d'une montre) : Waltershausen, Leinatal, Georgenthal, Floh-Seligenthal et Tabarz.

## Histoire
L'histoire de Friedrichroda commence en 1044 lorsque le landgrave de Thuringe Ludwig der Bärtige (Louis le Barbu) fait édifier le château de Schauenburg. En 1085, son fils Ludwig der Springer (Louis le Cavalier) fonde l'abbaye de Reinhardsbrunn qui deviendra un des centres culturels de Thuringe.
La première mention écrite de Friedrichroda date 1114 sous le nom de Friderichesrot. Le village est fondé par des colons venant des villages surpeuplés et défrichant de nouvelles terres aux limites des possessions de landgraves.
Après l'extinction de la dynastie des Ludowinger au début du XIIIe siècle, l'abbaye de Reinhardsbrunn prend une importance grandissante et devient un centre économique de premier plan : agriculture, viviers, industrie textile (fil, tissages de lin). Friedrichroda occupe une position stratégique, commandant les cols permettant de relier Gotha et Schmalkalden. Les nombreuses rivières encouragent l'installation de forges et de moulins. Au XVe siècle, on découvre du minerai de cuivre.
Pendant la Guerre des Paysans, en 1525, l'abbaye de Reinhardsbrunn est pillée. Elle est ensuite sécularisée au moment de la Réforme protestante et devient la possession des ducs de Gotha.
Friedrichroda acquiert les droits de marché en 1595 et les droits de ville en 1597. La ville est pillée en 1634 au cours de la Guerre de Trente Ans. Son hôtel de ville brûle ainsi que la moitié de ses habitations. Le redressement est cependant rapide. L'exploitation des forêts, du minerai de fer, le commerce du fil, la teinturerie assurent sa prospérité.
La grotte naturelle de Marienglashöhle est découverte en 1784, elle est à présent une attraction touristique importante.
Des combats sanglants s'y déroulent entre les troupes napoléoniennes et les soldats russes durant la retraite de la campagne d'Allemagne en 1813.
La fondation de la Salzmannachule, établie sur les nouveaux principes pédagogiques (parmi lesquels ceux inspirés par Jean-Jacques Rousseau), dans le hameau voisin de Schnepfenthal et fréquentée par l'élite sociale du duché de Saxe-Cobourg-Gotha, amène de nombreux visiteurs à Friedrichroda et dans ses environs, ouvrant la voie à une nouvelle activité, le tourisme. Le jeune Friedrich Buschmann invente avec son père le terpodion en 1828, avant, selon certains auteurs, d'inventer l'harmonica.

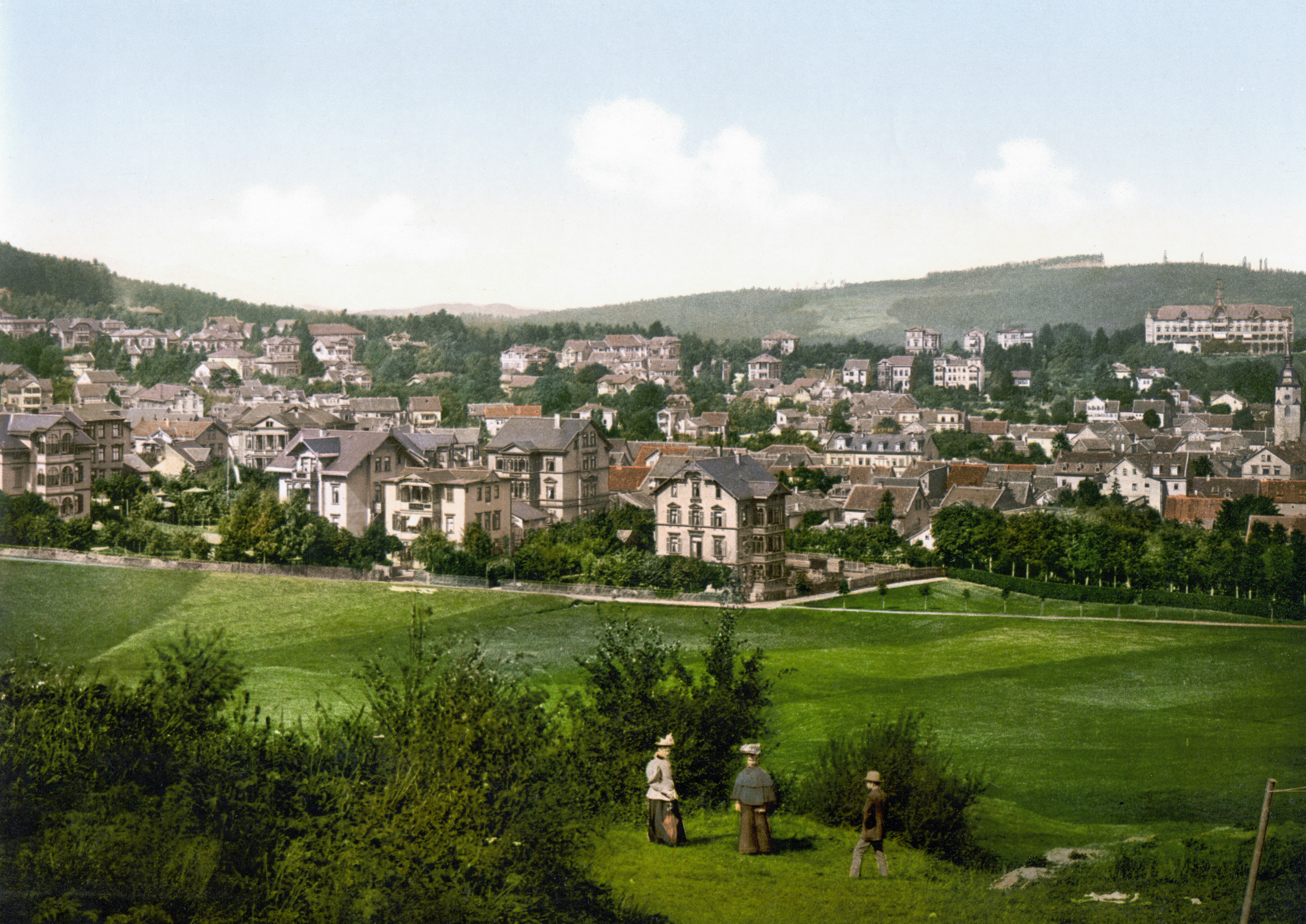
Vue générale de Friedrichroda en 1900

Les ducs de Saxe-Gotha modifient l'ancienne abbaye de Reinhardsbrunn en 1837 et en font une résidence de plaisance. À cette même date, les premiers curistes font leur apparition, suivant les premières prescriptions médicales. Ils sont 33 en 1852 et 9 281 en 1892. De nombreuses villas et pensions sont construites alors. Avant la Première Guerre mondiale, ce sont 15 000 touristes qui fréquentent la cité tous les ans.
En 1876, Friedrichroda est reliée au réseau ferroviaire depuis la ligne Eisenach-Gotha. Cette ligne est prolongée en 1896 jusqu'à Georgenthal (elle fonctionnera jusqu'en 1947). L'industrialisation entraîne la création d'usines : meubles, lampes, batteries.
En 1929, une ligne de tramway, la Thüringerwaldbahn, relie Friedrichroda à Gotha et Tabarz.
Pendant le Troisième Reich, les habitants juifs de Friedrichroda sont déportés d'abord à Theresienstadt puis à Auschwitz.
De 1949 à 1989, Friedrichroda est une des destinations de vacances préférées des habitants de la République démocratique allemande. De grands hôtels et plusieurs centres de vacances y sont édifiés.
Les Xe Championnats du monde de luge sont programmés à Friedrichroda en 1966. Ils n'eurent cependant pas lieu en raison de mauvaises conditions climatiques et les pistes de luge construites pour l'occasion sont restées à l'abandon.
Les communes de Ernstroda et Finstersbergen ont été incorporées au territoire de Friedrichroda le 1er décembre 2007.

## Démographie
Ville de Friedrichroda dans ses limites actuelles :
| 1830  | 1910  | 1933  | 1939  | 1960  | 1995  | 2000  | 2007  | 2010  |
| ----- | ----- | ----- | ----- | ----- | ----- | ----- | ----- | ----- |
| 1 724 | 6 838 | 7 990 | 8 175 | 6 167 | 5 701 | 5 307 | 7 684 | 7 410 |

Village de Finsterbergen :
| 1910  | 1925  | 1933  | 1939  |
| ----- | ----- | ----- | ----- |
| 1 174 | 1 910 | 1 445 | 1 361 |

Ville de Friedrichroda seule :
| 1910  | 1925  | 1933  | 1939  |
| ----- | ----- | ----- | ----- |
| 4 711 | 7 394 | 5 521 | 5 746 |

## Politique
Aux élections du 7 mai 2006, Thomas Klöpel (SPD) a été élu maire avec 57,3 % des voix.
À la suite des élections communales du 7 juin 2009, le conseil municipal de Friedrichroda, qui compte 20 sièges est composé comme suit :
| Parti                                                | Nombre de conseillers | Pourcentage de voix |
| ---------------------------------------------------- | --------------------- | ------------------- |
| CDU                                                  | 7                     | 32,9 %              |
| SPD                                                  | 5                     | 25,5 %              |
| SGBWF, Solidargemeinschaft Bürgerville-Friedrichroda | 3                     | 14,7 %              |
| VBI, Vereinigte Bürgerinitiative Friedrichroda       | 2                     | 11,7 %              |
| Die Linke                                            | 2                     | 10,4 %              |
| FDP                                                  | 1                     | 4,9 %               |

## Tourisme
Friedrichroda a une longue tradition de station climatique, de vacances et de sports d'hiver. Elle possède un réseau étendu de chemins touristiques ainsi qu'une bonne infrastructure hôtelière.

### Monuments
Le monument le plus réputé de Freidrichroda est constitué par les ruines de l'ancienne abbaye et par le château de Reinhardsbrunn avec son parc à l'anglaise aux nombreuses essences exotiques qui accueille une exposition permanente sur Sainte Élisabeth de Thuringe.
- Abbaye de Reinhardsbrunn. Fondée en 1085, l'abbaye bénédictine, filiale des abbayes de Hirsau et de Cluny, elle est le centre des réformes grégoriennes en Thuringe. Dès 1092, elle est placée sous la protection directe du Pape et devient la nécropole des landgraves de la dynastie des Ludowinger. Ses ruines furent réutilisées dans la construction du château.

- Château de Reinhardsbrunn. Il fut aménagé au début du XIXe siècle par les ducs de Saxe-Gotha comme résidence de plaisance et utilisé jusqu'au milieu du XXe siècle. La reine Victoria et son fiancé Albert de Saxe-Cobourg et Gotha s'y rencontrèrent à plusieurs reprises. Après 1945, il devint un centre de formation, puis un hôtel.

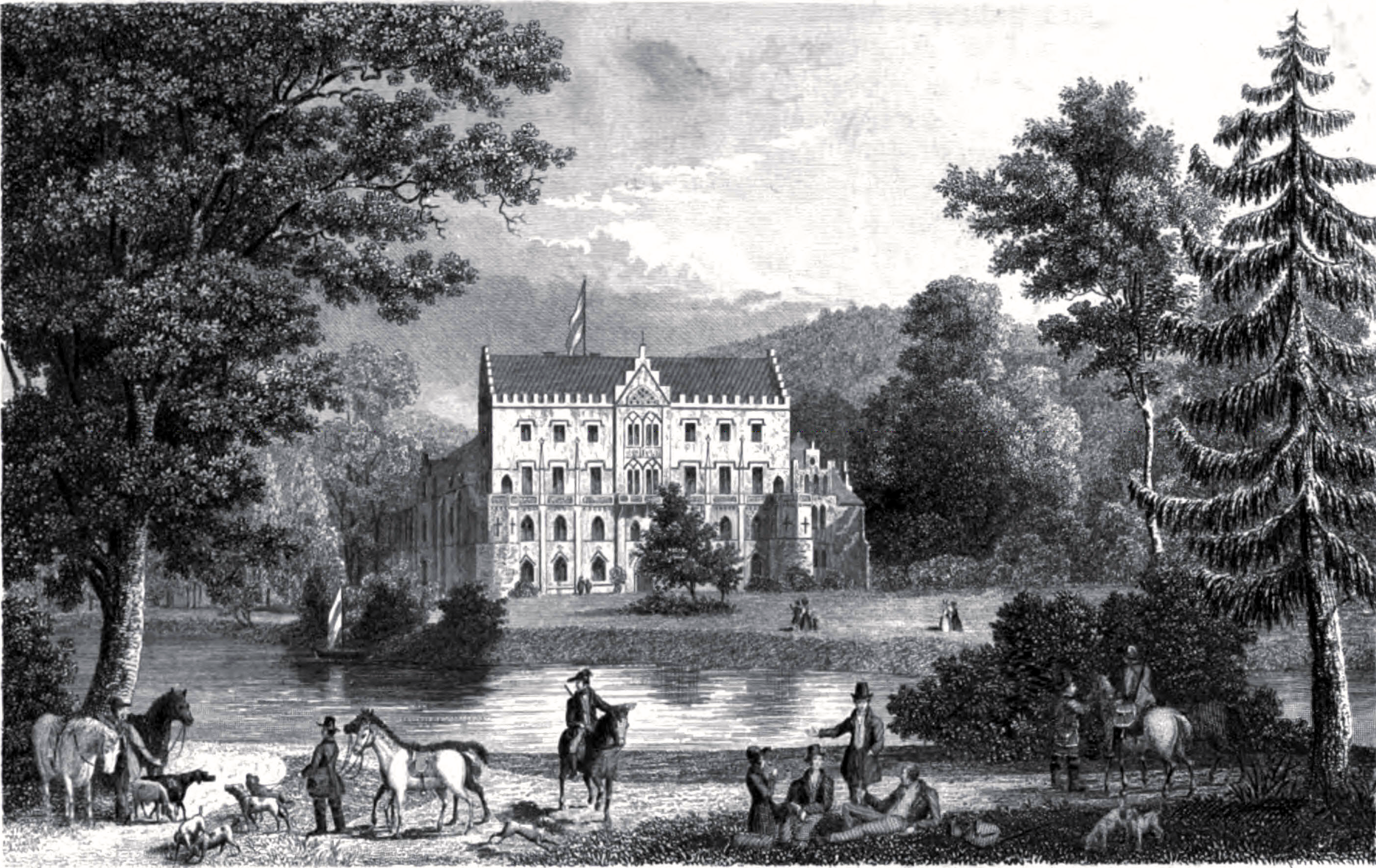
Vue de Reinhardsbrunn au XIXe siècle
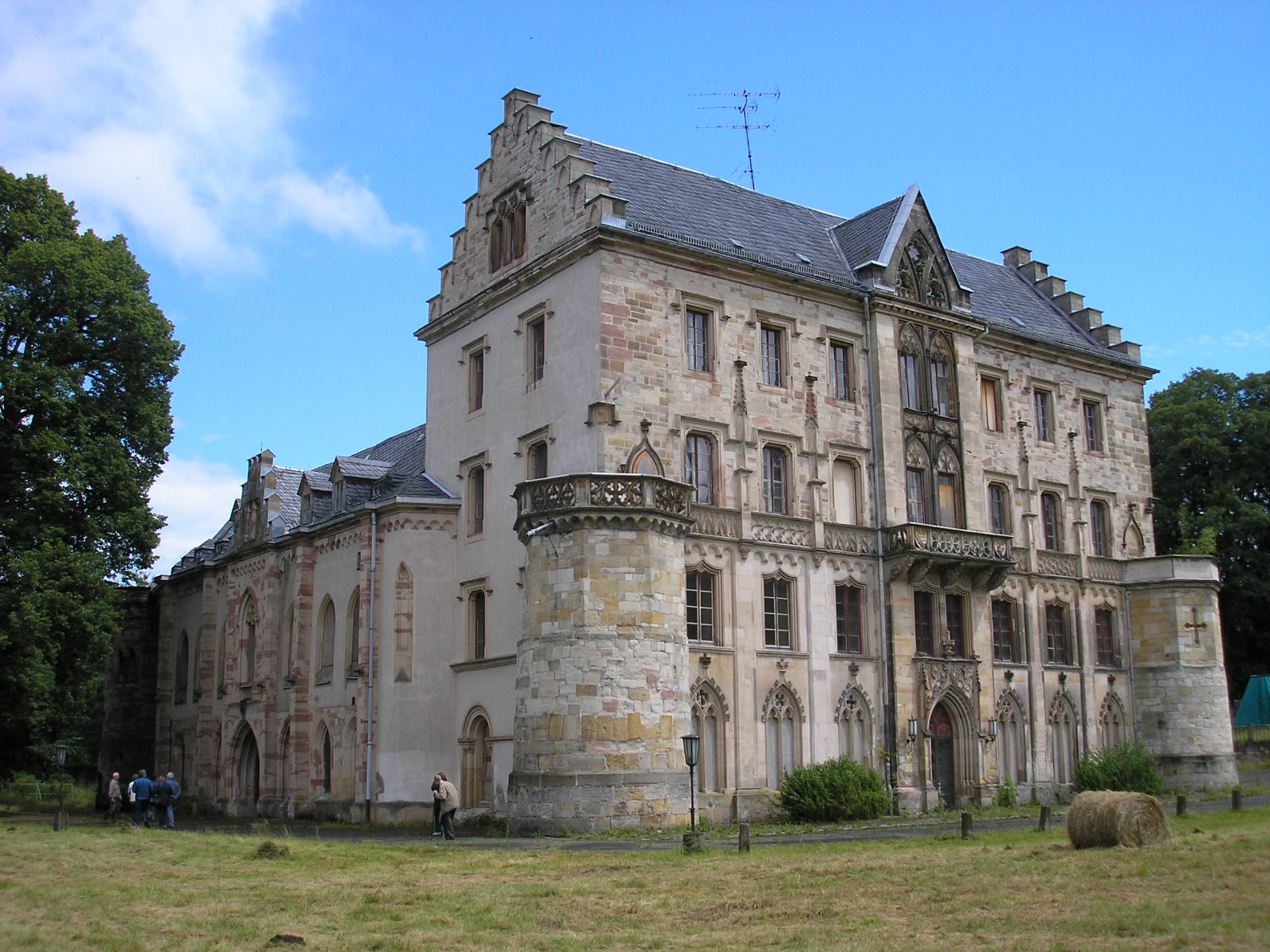
Le château de Reinhardsbrunn
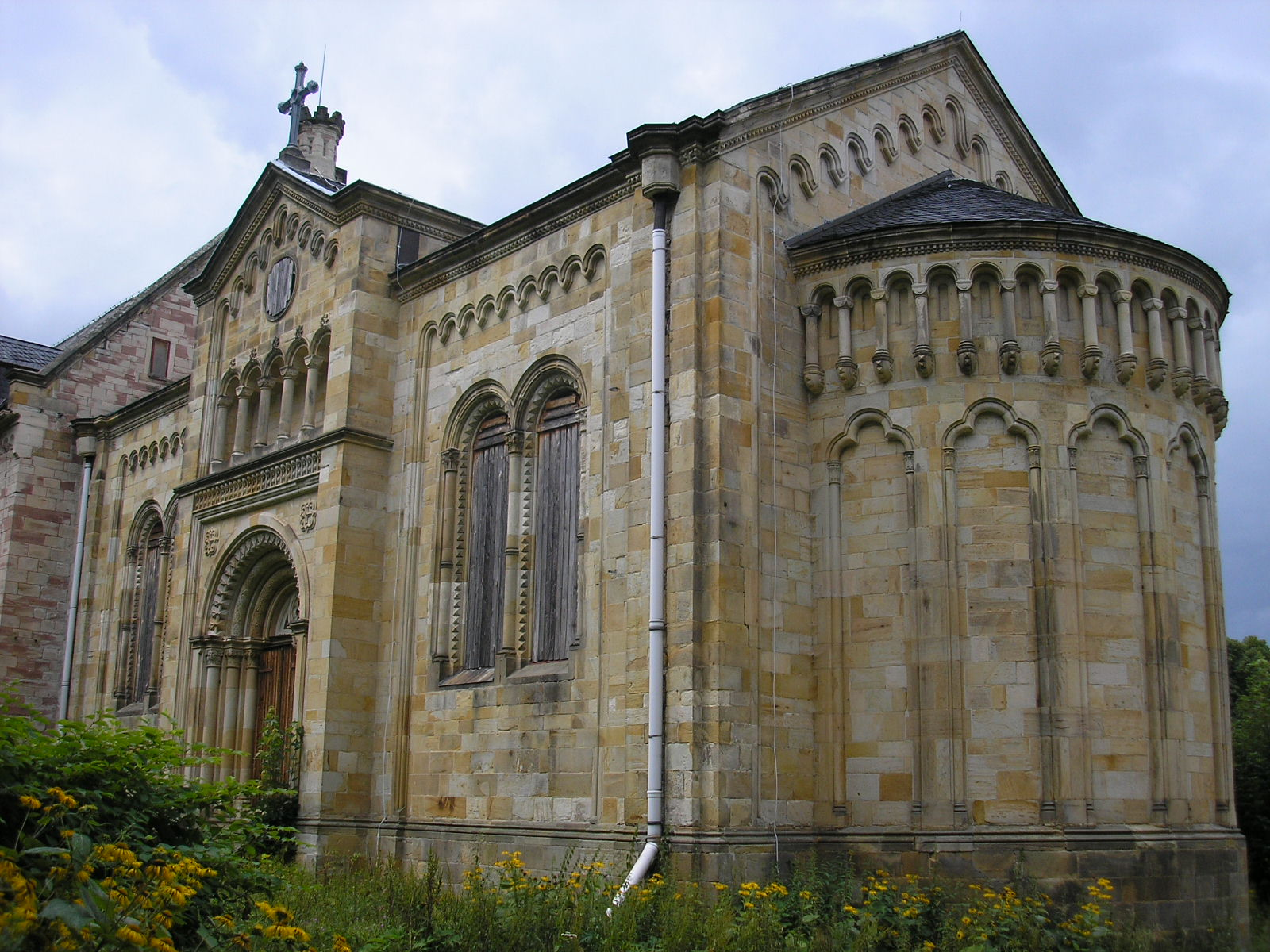
La chapelle
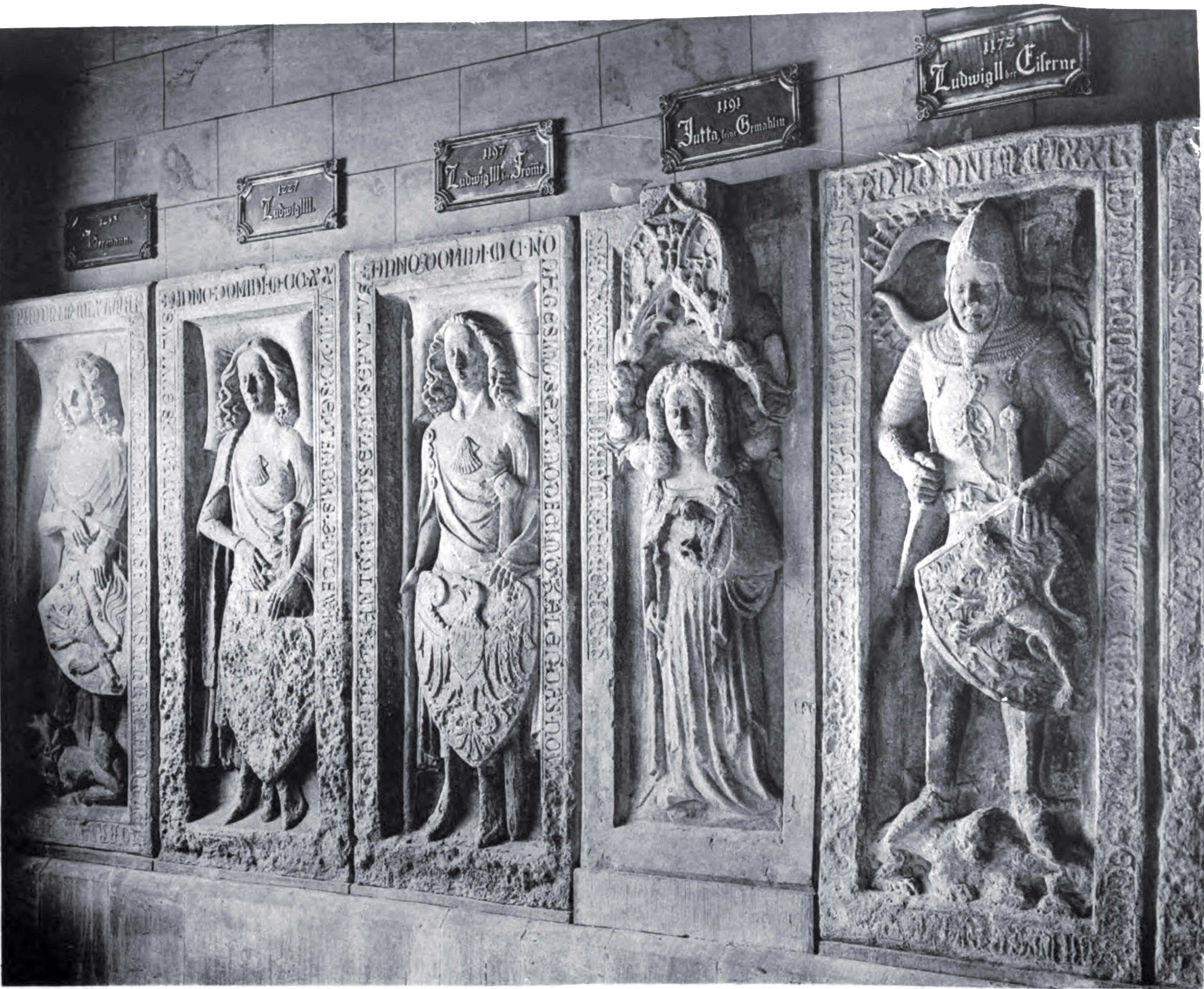
Monuments funéraires des landgraves de Thuringe

### Sites

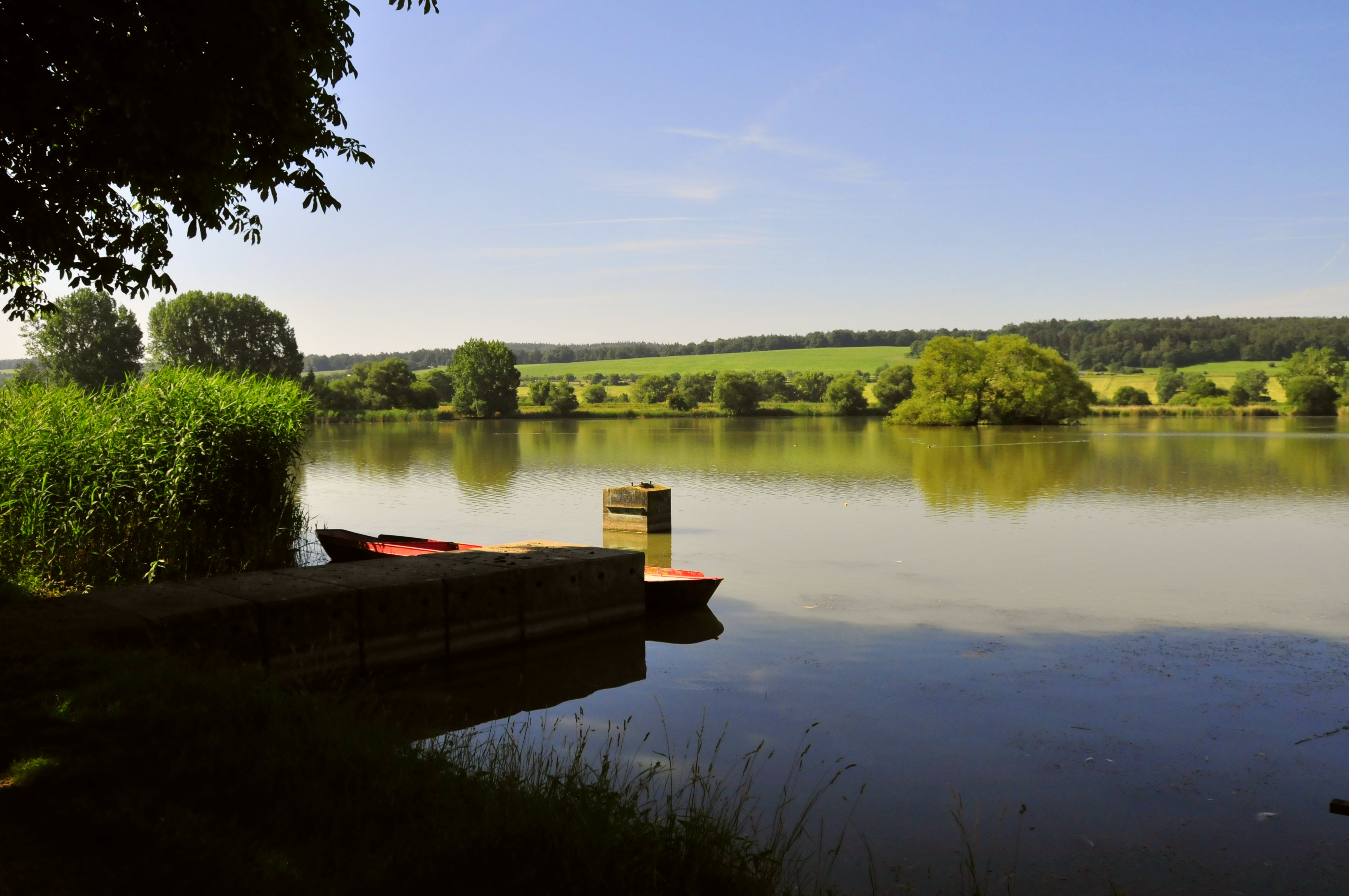
Les étangs de Cumbach

De nombreux sites naturels entourent la ville de Friedrichroda comme le parc Pouchkine, la grotte de Marienglashöhle, les nombreux sentiers de randonnée comme le Rennsteig, les étangs de pêche ou les traces de l'ancien château de Schauenburg dans la forêt de Thuringe.

## Communications

### Routes
Friedrichroda est située sur la route nationale B88 Eisenach-Friedrichroda-Ohrdruf-Ilmenau-Saalfeld.
Autres routes :
- K14 vers Ernstroda, Leina et Gotha ;
- K9 de Finsterbergen vers la B88 ;
- L1026 vers Waltershausen au nord et Kleinschmalkalden, Floh-Seligenthal et Schmalkalden au sud.

### Chemins de fer
Une ligne ferroviaire relie Friedrichsroda à Fröttstadt et ainsi à la ligne Eisenach-Gotha.

## Sports
En 1964, une piste de luge à la réfrigération naturelle fut dessinée mais ferma en 1966.

## Jumelages
- Nouvion-sur-Meuse (France) depuis 1964, dans les Ardennes, en Champagne-Ardenne, jumelage rénové en 1990
- Bebra (Allemagne) depuis 1990, dans l'arrondissement de Hersfeld-Rotenburg en Hesse
- Bad Zwesten (Allemagne) depuis 1991, dans l'arrondissement de Schwalm-Eder en Hesse
- Heiligenblut (Autriche) depuis 2008, en Carinthie

## Personnalités
- Marie-Anne d'Anhalt-Dessau, (1837-1906) princesse de Prusse;
- Anna-Maria Müller, (1949-2009), ancienne lugeuse
- Katrin Göring-Eckardt (1966 - ), femme politique membre des Verts
- Hauke Fuhlbrügge (1966 - ), athlète spécialiste du 1 500 mètres
- Ralph Gebstedt, (1971 - ), sauteur à ski
- Marco Baacke, (1980 - ), athlète spécialiste du combiné nordique